# Siring Agung (Semendo Darat Ulu)
Siring Agung is een bestuurslaag in het regentschap Muara Enim van de provincie Zuid-Sumatra, Indonesië. Siring Agung telt 591 inwoners (volkstelling 2010).